# 小行星6977
小行星6977（英語：6977 Jaucourt）是一颗围绕太阳公转的小行星。1993年7月20日，艾瑞克·怀特·埃尔斯特在拉西拉天文台发现了此天体。
这颗小行星的绝对星等为162.6913443794483等。